# Keep Calm and Carry On

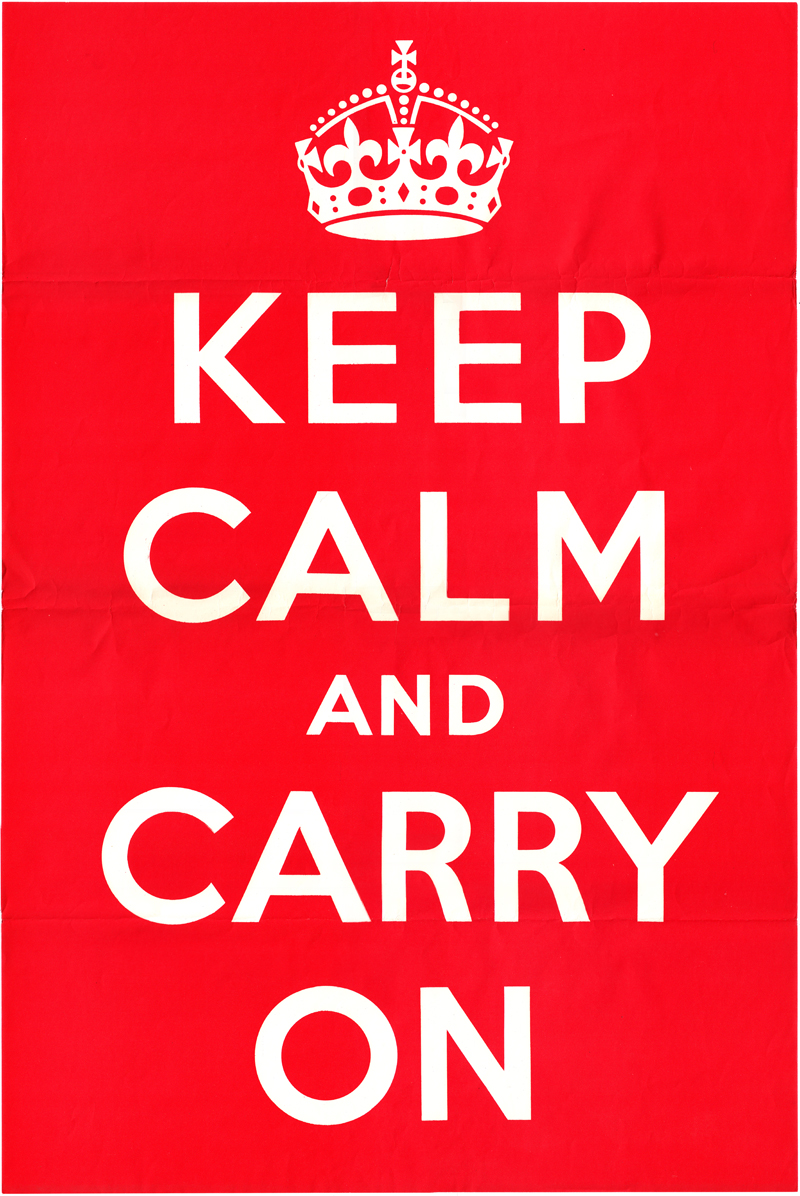
Escaneig del cartell original de Keep Calm and Carry On editat el 1939

Keep Calm and Carry On (en català, Mantingueu la calma i tireu endavant) fou el lema d'un cartell de propaganda produït pel Govern britànic el 1939 durant el començament de la Segona Guerra Mundial, pensat per alçar la moral del poble britànic en cas d'una hipotètica invasió nazi del Regne Unit. Només es produí una distribució limitada, sense exhibició pública, per la qual cosa fou poc conegut. El cartell es redescobrí el 2000 i ha estat reemès per un cert nombre de companyies privades i utilitzat com a tema decoratiu per a una gamma de productes. Es creia que hi havia només dues còpies del cartell, preservades i conegudes, fora dels arxius governamentals fins que la filla d'un exmembre del Royal Observer Corps presentà una col·lecció de 15 originals a l'Antiques Roadshow el 2012.

## Història
El cartell fou produït inicialment pel Ministeri d'Informació del Regne Unit, al començament de la Segona Guerra Mundial. Estava pensat per ser distribuït amb l'objectiu de reforçar la moral en cas d'un desastre de temps de guerra. Se'n van imprimir més 2.500.000 còpies, tot i que el cartell es distribuí només en un nombre limitat i mai no veié la llum pública.
El cartell fou el tercer en una sèrie de tres. Els dos anteriors cartells de la sèrie, Freedom Is In Peril. Defend It With All Your Might (en català, "La llibertat està en perill: defensa-la amb tot el que puguis") (400.000 còpies) i "Your Courage, Your Cheerfulness, Your Resolution Will Bring Us Victory" (en català, "El teu coratge, la teva alegria, la teva resolució, ens portarà la victòria" (800.000 còpies) foren publicats i utilitzats a través del país per a propòsits motivacionals, atès que el Ministeri d'Informació suposava que els esdeveniments de les primeres setmanes de la guerra desmoralitzarien la població. El projecte dels cartells començà l'abril de 1939; abans de juny es prepararen els dissenys, i abans d'agost de 1939, anaven cap a la impremta per a ser col·locats a les 24 hores de l'esclat de la guerra. Els cartells estaven dissenyats per tenir una disposició uniforme, o sigui un disseny associat amb el Ministeri d'Informació, i tenir un text únic i reconeixible, amb un missatge del Rei envers la seva gent. S'escollí una icona amb una "corona Tudor" per encapçalar el cartell, més que no pas una fotografia. Els eslògans foren creats per funcionaris, amb un funcionari de carrera, anomenat Waterfield, que proposà "El teu Valor" com "un crit de guerra aplegador que traurà el millor de cada un de nosaltres i ens posa en un estat d'ànim ofensiu alhora". Aquests cartells en particular estaven dissenyats com a "declaració de l'obligació del ciutadà individual", gens pictòrica, i havien de ser acompanyats per més dissenys familiars. El cartell "El teu Valor" fou molt més famós durant la guerra, atès que fou el primer dels cartells del Ministeri d'Informació.

## Redescobriment i comercialització
El 2000 es va descobrir una còpia del cartell Keep Calm and Carry On a Barter Books, una llibreria de segona mà a Alnwick, Northumberland. Atès que els drets d'autor sobre treballs artístics creats pel govern britànic expiren al cap de 50 anys, la imatge es troba ara en el domini públic. Els propietaris de la llibreria, Stuart i Mary Manley, van poder, doncs, imprimir-ne còpies a petició dels clients, com feien altres, a dins i a fora de la Gran Bretanya. El cartell ha inspirat gammes de roba, tasses, tapets, roba de nadó i altres mercaderies de diversos proveïdors, com també un llibre de citacions motivacionals. També s'han venut paròdies del cartell, amb un tipus similar però canviant la frase o el logo (per exemple, una corona al revés amb "Now Panic and Freak Out", en català "Ara pànic i embogir).
La popularitat del cartell s'ha atribuït a una "nostàlgia per un cert caràcter britànic, una perspectiva" segons la columna Bagehot a The Economist, que "colpeja directament la imatge mítica que el país té de si mateix: pretensiosament coratjosa i una mica rígida, que pren el te mentre cauen les bombes." El seu missatge també s'ha considerat pertinent respecte a la recessió global 2008-2012 i ha estat adoptat com a lema no oficial pels infermers britànics; el cartell apareix cada cop més en els últims anys en els espais del personal i en les sales dels hospitals. Les empreses financeres estatunidenques i les agències de publicitat han encarregat un marxandatge amb la imatge, i és també molt popular a Alemanya.
El cartell ha aparegut a les parets de llocs tan diversos com el 10 de Downing Street, l'oficina del Lord Chamberlain al Palau de Buckingham, i l'ambaixada dels Estats Units a Bèlgica. Els Manley van vendre uns 41.000 cartells facsímils entre el 2001 i el 2009.
El cartell i les seves paròdies han aparegut en gairebé tots els canals oberts al disseny gràfic i a la paròdia gràfica, i s'ha estès des dels missatges polítics fins a eslògans atractius. Moltes versions fan referència a altres aspectes de la cultura popular, des del casament de Guillem de Gal·les i Catherine Middleton fins als videojocs de Mario, amb text, color i iconografia canviats.

## Keep Calm and Speak Catalan
El 5 de desembre del 2012 l'enginyer informàtic Josep Maria Ganyet creà la campanya Keep Calm and Speak Catalan, basada en aquest conegut cartell, en contra del projecte de reforma educativa emprès pel Ministre d'Educació del Govern d'Espanya (del Partit Popular), José Ignacio Wert (després de la seva amenaça d'"espanyolitzar els estudiants catalans"), un fet considerat per la major part de l'arc parlamentari català com una nova amenaça a l'educació en català, i per tant, al català. El dia 12 de desembre del mateix any, els diputats d'ERC al Congrés van exhibir cartells amb aquest lema mentre feien una interpel·lació al ministre Wert.

## Reclamacions de marca registrada
L'agost de 2011, es va informar que una empresa del Regne Unit anomenada Keep Calm and Carry On Ltd havia registrat l'eslògan com a marca comunitària a la UE, després de fracassar en el seu desig d'inscriure'l com a marca registrada al Regne Unit. Emeteren una petició de decomís contra un venedor de productes Keep Calm and Carry On.
S'han plantejat interrogants sobre si el registre podria ser impugnat, atès que l'eslògan s'havia utilitzat àmpliament abans de la inscripció i no és recognoscible com una indicació d'origen comercial. La sol·licitud ha estat presentada pel conseller britànic de propietat intel·lectual i el Servei del Regne Unit de Marques Registrades Trade Mark Direct, per cancel·lar la marca sobre la base que l'ús de les paraules està massa estès per permetre que una persona sigui propietària dels seus drets en exclusiva. La companyia està provant ara a registrar globalment la marca als Estats Units d'Amèrica i al Canadà. A principis del 2012, Barter Books Ltd, presentà un curtmetratge informal titulat The Story of Keep Calm and Carry On. El vídeo proporcionava una idea visual a la modernització de la frase així com detalls al voltant de la comercialització.